# Улсда
Улсда (нід. Ulsda, нід. вимова: [ˈɵlzdaː]) — селище в нідерландській провінції Гронінген. Входить до муніципалітету Олдамбт.